# Сива мухоловка
Сивата мухоловка  (Muscicapa striata) е птица от семейство Мухоловкови (Muscicapidae). Среща се и в България. Предпочита паркове, градини, шириколистни гори. Гнезди във вдлъбнатини на ствола на дърветата или в зидове. Седи изправена на открито място, клати си често опашката и ловува летящи насекоми. Гмурка се, хваща мухата и отново заема позицията си.

## Физически характеристики
13,5-15 cm, черни очи, крака и човка; сиво-кафяв гръб и светла предница с тъмни черти по гърдите.

## Разпространение
Среща се в цяла България от април до октомври.

## Начин на живот и хранене
Храни се с насекоми.

## Допълнителни сведения
Обитава широколистни гори.